# Sojabohnen-Polyose
Sojabohnen-Polyose ist ein Lebensmittelzusatzstoff, der in der Europäischen Union als E 426 gekennzeichnet ist. Er wird vielseitig bei der Herstellung von sojahaltigen Produkten eingesetzt.

## Herstellung

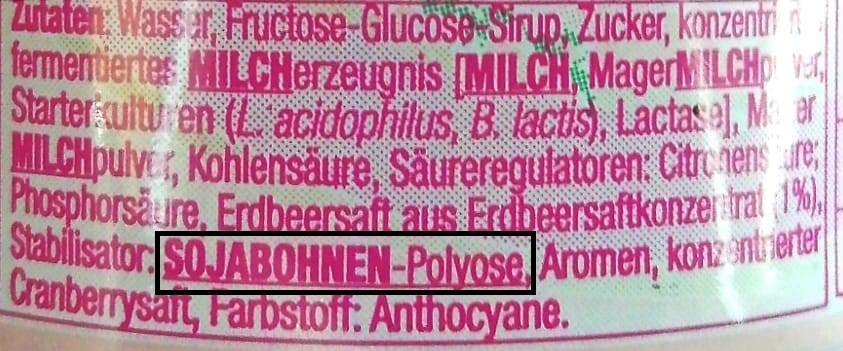
Zutatenliste eines Lebensmittels: Inhaltsstoffangabe von Sojabohnen-Polyose ohne Angabe der E-Nummer

Sojabohnen-Polyose kann aus herkömmlichen Sojafasern mittels Heißwasserextraktion hergestellt werden. Dafür können auch gentechnisch veränderte Sojabohnen verwendet werden.

## Eigenschaften
Bei der Sojabohnen-Polyose handelt es sich um ein gut wasserlösliches Polysaccharid. Die Zugabe des Lebensmittelzusatzstoffs führt zu einer verkürzten Kochzeit von Nudeln. Zudem verlängert sie die Warmhaltezeit von Lebensmitteln.

## Verwendung
Die Polyose dient als Verdickungsmittel, Stabilisator, Trennmittel und als Emulgator.
Sie wird bei der Herstellung von Saucen als Emulgator eingesetzt. Als Verdickungsmittel dient sie vor allem in Gelee-Süßwaren und Backwaren. Sojabohnen-Polyose ist außerdem Bestandteil von sojahaltiger Mayonnaise, Margarine oder Schokoriegeln. Bei Tiefkühlprodukten mit Nudeln oder Reis fungiert es als Trennmittel. In Getränken auf Joghurtbasis stabilisiert sie das Milcheiweiß und verleiht eine cremige Konsistenz.

## Rechtliche Situation
In der Europäischen Union sind die Lebensmittelzusatzstoffe gemäß des Anhangs II der Verordnung (EG) Nr. 1333/2008 (Stand August 2021) sowie in der Schweiz, gemäß der Zusatzstoffverordnung (ZuV) (Stand: Juli 2020) aufgelistet. Die Sojabohnen-Polyose ist weiterhin zugelassen. Sie muss auf der Zutatenliste als diese deklariert oder in Form der E-Nummer angegeben werden, um Allergiker zu schützen.

## Gesundheitliche Risiken
Der Verzehr von Sojabohnen-Polyose gilt grundsätzlich als gesundheitlich unbedenklich, weswegen kein Wert für die erlaubte Tagesdosis festgelegt wurde. Sojabohnen können allerdings Allergien auslösen. Besteht eine Allergie gegen Sojabohnen, so sollte der Verzehr von Lebensmitteln mit Sojabohnen-Polyose vermieden werden.